# Křest krve
V křesťanské teologii je křest krve (latinsky baptismus sanguinis) nebo křest krví, nazývaný také křest mučednictvím, učení, podle kterého křesťan může mučednickou smrtí dosáhnout milosti ospravedlnění, které se obvykle dosahuje křtem vodou, aniž by musel přijmout křest vodou.

## Patristické období
Viz též: Patristika
Cyprián z Kartága v dopise z roku 256 na otázku, zda katechumen, který byl zajat a zabit kvůli své víře v Ježíše Krista, „ztratí naději na spásu a odměnu za vyznání, protože se předtím nenarodil znovu z vody“, odpovídá, že „jistě nejsou zbaveni svátosti křtu ti, kteří jsou pokřtěni nejslavnějším a největším křtem krve“.
Cyril Jeruzalémský ve svých Katechetických promluvách přednesených v postní době roku 348 uvádí, že „nepřijme-li někdo křest, nemá spásu, kromě jediných mučedníků, kteří i bez vody přijímají království“.

## Mínění jednotlivých denominací

### Přehled
Toto učení zastává katolická církev, starobylé východní církve, pravoslavná církev a Americká asociace luteránských církví.

### Luteránství
Ti, kteří zemřeli jako křesťanští mučedníci při pronásledování křesťanů, jsou anabaptisty a luterány hodnoceni jako ti, kteří získali dobrodiní křtu, aniž by skutečně podstoupili tento rituál.
Luteránské augsburské vyznání potvrzuje, že „křest je obvykle nutný ke spáse“. S odvoláním na učení raných církevních otců luteráni uznávají křest krví „za okolností pronásledování“.

### Anabaptisté
Ti, kteří zemřeli jako křesťanští mučedníci při pronásledování křesťanů, jsou anabaptisty hodnoceni jako ti, kteří přijali dobrodiní křtu, aniž by skutečně podstoupili křestní obřad.

### Katolická církev
V katolické církvi křest krve „nahrazuje svátostný křest, pokud jde o předávání milosti, ale nevede k začlenění do církve, protože neuděluje svátostný charakter, kterým se člověk formálně připojuje k církvi.“

### Feeneyismus
Feeneyismus popírá křest krve i křest touhy.